# Francisco Mercúrio van Helmont
Francisco Mercúrio van Helmont (em latim, Franciscus Mercurius; batizado em 20 de outubro de 1614 — dezembro de 1698 ou 1699) foi um alquimista e escritor flamengo, filho de Jan Baptist van Helmont. Ele agora é mais conhecido por sua publicação na década de 1640 das obras pioneiras de seu pai em química, que ligam as origens da ciência ao estudo da alquimia.
Desde seus primeiros trabalhos como médico, ele se tornou um cabalista e, juntamente com Henry More, dos platonistas de Cambridge, anotou as traduções de textos cabalistas de Christian Knorr von Rosenroth.

## Contatos e movimentação
Ele levou uma vida itinerante em viagens pela Europa, um adjetivo já aplicado a ele por Anthony Ashley-Cooper, terceiro conde de Shaftesbury, em seu Characteristicks of Men, Manners, Manners, Opinions,Times de 1711. Ele se auto-identificava como um "eremita errante".
Franciscus van Helmont tinha importantes grupos de contatos na Holanda, onde conheceu Adam Boreel e Serrarius, e mais tarde na vida, no 'Lantern', o círculo em torno do comerciante de Roterdã Benjamin Furly que incluía John Locke. Ele influenciou Franciscus van den Enden e o professor de medicina espanhol Juan de Cabriada. Em Amsterdã, por volta de 1690, ele elaborou a teoria para apoiar o trabalho que Johann Konrad Ammann estava fazendo com surdos.
Ele também passou muito tempo na Alemanha e Inglaterra. De 1644, quando seu pai morreu, a 1658, quando Leopoldo I, Sacro Imperador Romano, concedeu-lhe nobreza, ele esteva constantemente envolvido na diplomacia dos príncipes alemães e suas famílias.

## Vida desde 1660
Em 1661, ele estava em Kitzingen quando foi levado à força por soldados de Filipe Guilherme, Eleitor Palatino para Roma e uma prisão da Inquisição, onde foi torturado e mantido por 18 meses.
Seu primeiro trabalho foi um tratado latino de 1667, Alphabeti veri naturalis hebraici brevissima delineatio (título curto e usual é Alfabeto da Natureza) sobre a língua adâmica, que ele equiparou ao hebraico. Ele argumentou que o alfabeto hebraico implicitamente dava um guia de pronúncia, análogo a uma notação musical para a língua e a voz.
Ele foi um amigo de Gottfried Leibniz, o qual escreveu seu epitáfio, e apresentou Leibniz a Christian Knorr von Rosenroth em 1671. Os escritos de Leibniz, em 1669, levaram os "helmontianos" a sério, como um dos três grupos em disputa na filosofia, sendo os outros os seguidores tradicionalistas de Aristóteles e os cartesianos. Os helmontianos eram paracelsanos remanescentes e aqueles que levavam a sério os escritos de Jan Baptist van Helmont.
Ele chegou à Inglaterra em 1670, encontrando o rei Carlos II. Ele estava em uma missão diplomática em nome de Elisabeth da Boêmia, Princesa Palatina. Nessa época, ele conheceu Robert Boyle, um dos principais químicos helmontianos.
Através de seu relacionamento como médico com Anne Conway, viscondessa de Conway, ele começou a participar de reuniões dos quaker, em 1675. Em troca, ele a apresentou ao pensamento cabalista. Ele era um residente no antigo Ragley Hall de 1671 a 1679, quando ela morreu. Vinte anos depois, ele foi uma figura na Controvésia Keithiana, um cisma formado entre os quakers, no qual van Helmont ficou do lado de George Keith, que se dissindiu. Keith havia traduzido as Duzentas Inquirições de van Helmont em 1684; era uma obra de teologia especulativa, escrita em latim em uma versão publicada simultaneamente e anônima até o ano seguinte, e van Helmont esperava ter um efeito na crença quaker, na época ainda plástica e não codificada. Mas ele encontrou uma resistência séria de George Fox. Keith colaborou nos Discursos Paradoxais de van Helmont de 1685, mas se esforçou para negar que ele mantinha as mesmas opiniões.
Em Um Diálogo Cabalístico (versão em latim primeiro, 1677, em inglês, A Dialogue Cabbalistical, em 1682), ele lançou uma defesa da metafísica cabalista. Ele estivera estreitamente associado com a Kabbala Denudata de Rosenroth. O Diálogo coloca matéria e espírito em um continuum, descrevendo a matéria como uma "coalizão" de mônadas. Existem várias visões sobre a evolução do conceito de "mônada", que Conway e Van Helmont compartilharam com Leibniz. O físico e filósofo Max Bernhard Weinstein achou que isso era uma espécie de pandeísmo. Do mesmo período, o trabalho atribuído Adumbratio Kabbalae Christianae, às vezes incluído na Kabbala Denudata como um ensaio anônimo, pretendia ser um tratado para converter judeus ao cristianismo, mas também serviu de introdução aos pontos de vista dos cabalistas cristãos e à identificação de Adam Kadmon da cabala luriânica com Cristo.

Nos últimos anos, ele esteve na Alemanha e continuou trabalhando em estreita colaboração com Leibniz. Argumentou-se que Leibniz pode ter escrito o livro final para aparecer sob o nome de van Helmont, o Quaedam praemeditatae e consideratae cogitationes super quattuor capita libri primi Moisis (Amsterdã 1697), traduzido em inglês em 1701, Pensamentos Premeditados e Considerados, sobre os capítulos iniciais do Livro de Gênesis.

## 35em
1. ↑  Jensen, William B. (2004). «A previously unrecognized portrait of Joan Baptist van Helmont (1579–1644)» (PDF). Ambix. 51 (3): 263–268. doi:10.1179/amb.2004.51.3.263
2. ↑  Biographical section in Carolyn Merchant (1979). «The Vitalism of Francis Mercury van Helmont: Its influence on Leibniz». Ambix. 26 (3): 170–183. doi:10.1179/amb.1979.26.3.170
3. ↑  Richard Popkin, ed. (1999). The Pimlico History of Western Philosophy. Pimlico. [S.l.: s.n.] ISBN 071266534X
4. ↑  Lawrence E. Klein, ed. (1999). Shaftesbury: Characteristics of Men, Manners, Opinions, Times. Cambridge University Press. [S.l.: s.n.] ISBN 0521578922
5. 1 2  Allison Coudert (1976). «A Quaker-Kabbalist Controversy: George Fox's Reaction to Francis Mercury van Helmont». Journal of the Warburg and Courtauld Institutes. 39: 171–189. doi:10.2307/751137
6. ↑  Jonathan Israel (1995). The Dutch Republic: Its Rise, Greatness, and Fall 1477–1806. Oxford University Press. [S.l.: s.n.] ISBN 0198207344
7. ↑  John Marshall (2006). John Locke, Toleration and Early Enlightenment Culture: Religious Intolerance and Arguments for Religious Toleration in Early Modern and 'early Enlightenment' Europe. Cambridge University Press. [S.l.: s.n.] ISBN 0521129575
8. ↑  Jonathan Israel (2001). The Radical Enlightenment. Oxford University Press. [S.l.: s.n.] pp. 170, 530. ISBN 0191622877
9. ↑  Jonathan Rée (1999). I See a Voice. Metropolitan Books. [S.l.: s.n.] ISBN 0805062548
10. 1 2  Allison Coudert (1999). The Impact of the Kabbalah in the Seventeenth Century: The Life and Thought of Francis Mercury Van Helmont (1614–1698). BRILL. [S.l.: s.n.] ISBN 9004098445
11. ↑  Reinhart, Max (1992), «De Consolatione Philosophiae in Seventeenth-Century Germany: Translation and Reception», in:  Hardin, James, Translation and Translation Theory in Seventeenth-century Germany, Rodopi, pp. 77-8
12. ↑  Grace B. Sherrer (1938). «Francis Mercury van Helmont: A Neglected Seventeenth-Century Contribution to the Science of Language». The Review of English Studies. 14: 420–427. doi:10.1093/res/os-14.56.420
13. ↑  Jonathan Rée (1999). I See a Voice. Metropolitan Books. [S.l.: s.n.] ISBN 0805062548
14. ↑  Allison Coudert (1995). Leibniz and the Kabbalah. Springer. [S.l.: s.n.] ISBN 0792331141
15. ↑  Antonia LoLordo (2007). Pierre Gassendi and the Birth of Early Modern Philosophy. Cambridge University Press. [S.l.: s.n.] ISBN 0521866138
16. ↑  Masonic quotes by Brothers. themasonictrowel.com
17. ↑  Marsha Keith Schuchard (2002). Restoring the Temple of Vision: Cabalistic Freemasonry and Stuart Culture. BRILL. [S.l.: s.n.] ISBN 9004124896
18. ↑  Andrew Pyle, ed. (2000). «Van Helmont, Franciscus Mercurius». Dictionary of Seventeenth-Century British Philosophers. Thoemmes Continuum. [S.l.: s.n.] pp. 840–843. ISBN 1855067048
19. ↑  Anne Finche, Viscountess Conway (1631–1678 or 79) Arquivado em 2011-07-20 no Wayback Machine. oregonstate.edu
20. ↑  Daniel Garber, ed. (2003). The Cambridge History of Seventeenth-century Philosophy. Cambridge University Press. [S.l.: s.n.] ISBN 0521537207
21. ↑  Barry Levy (1988). Quakers and the American Family: British Settlement in the Delaware Valley. Oxford University Press. [S.l.: s.n.] ISBN 0198021674
22. ↑  Sarah Hutton (2004). Anne Conway: A Woman Philosopher. Cambridge University Press. [S.l.: s.n.] ISBN 0521109817
23. ↑  Allison Coudert (1995). Leibniz and the Kabbalah. Springer. [S.l.: s.n.] ISBN 0792331141
24. ↑  Allison Coudert (1991). «Forgotten Ways of Knowing». In:  Donald R. Kelley, Richard Henry Popkin. The Shapes of Knowledge from the Renaissance to the Enlightenment: From the Renaissance to the Enlightenment. Springer. [S.l.: s.n.] pp. 87–8. ISBN 9401054274
25. ↑  B. J. Gibbons (2001). Spirituality and the Occult: From the Renaissance to the Modern Age. Psychology Press. [S.l.: s.n.] ISBN 041524448X
26. ↑  Max Bernhard Weinsten (1910). Welt- und Lebensanschauungen, Hervorgegangen aus Religion, Philosophie und Naturerkenntnis. [S.l.: s.n.] Wie er die Seele stoisch betrachtet, so hat er sich im Grunde auch eine Art Pandeismus zurecht gelegt, indem Gott zwar von allen Dingen verschieden, aber doch nicht von allen Dingen abgetrennt oder geteilt sein soll.
27. ↑  Sheila A. Spector (2002). Wonders Divine: The Development of Blake's Kabbalistic Myth. Bucknell University Press. [S.l.: s.n.] ISBN 0838754686
28. ↑  Glenn Alexander Magee (2001). Hegel and the Hermetic Tradition. Cornell University Press. [S.l.: s.n.] ISBN 0801474507